# Palloubet d'Halong
Palloubet d'Halong (né le 19 mai 2003) est un cheval hongre alezan du stud-book Selle français, concourant en saut d'obstacles. Initialement monté par la Suissesse Janika Sprunger, il est racheté par Jan Tops qui le re-vend au Qatar pour la somme record de 15 millions d'euros. 

## Histoire
Il naît le 19 mai 2003, en France, à l'élevage de Jean Nguyen. Ce dernier le vend poulain à M. Blein, établi près de Genève. Le hongre concourt avec une jeune suissesse, Janika Sprunger, et devient la révélation mondiale du circuit d'obstacles en 2012. Fin 2013, il est vendu à Jan Tops pour une somme estimée à 11 millions d'euros,. Il s'avère que le montant de la transaction est plutôt proche des 15 millions, ce qui constitue le record du monde pour un cheval de saut d'obstacles. D'abord pressenti pour être monté par l'épouse de Jan Tops, Edwina Tops-Alexander, Palloubet d'Halong échoit finalement à l'état du Qatar, avec lequel Jan Tops négociait secrètement.
Il est arrêté de compétition entre mai 2016 et septembre 2017, avant de reprendre les concours à Vérone.  Après une nouvelle longue absence de fin septembre 2017 à mai 2019, il réapparaît sur le terrain de concours du CSI1* de Valkenswaard, désormais âgé de 16 ans.

## Palmarès
Il est 28e du classement mondial des chevaux d'obstacle établi par la WBFSH en octobre 2013.
- Août 2013 : 7e individuel au Championnat d'Europe de saut d'obstacles 2013 à Herning[1]
- Février 2015 : Second de l'étape Coupe des Nations d'Abou Dhabi[1]
- Avril 2015 : Second du Grand Prix Global Champions Tour de Miami[1]

## Origines
Palloubet d'Halong est un fils du célèbre étalon Selle français Baloubet du Rouet, et de la jument Selle français Indra Love